# ジスモンダ
『ジスモンダ』（Gismonda）とは、ヴィクトリアン・サルドゥによるギリシャを舞台にした4幕からなるメロドラマ演劇。1894年にテアトル・ド・ラ・ルネサンス(en)で初演され、後年にはアンリ・フェヴリエによってオペラ『ジスモンダ』として脚色された。

## あらすじ

### 第1幕

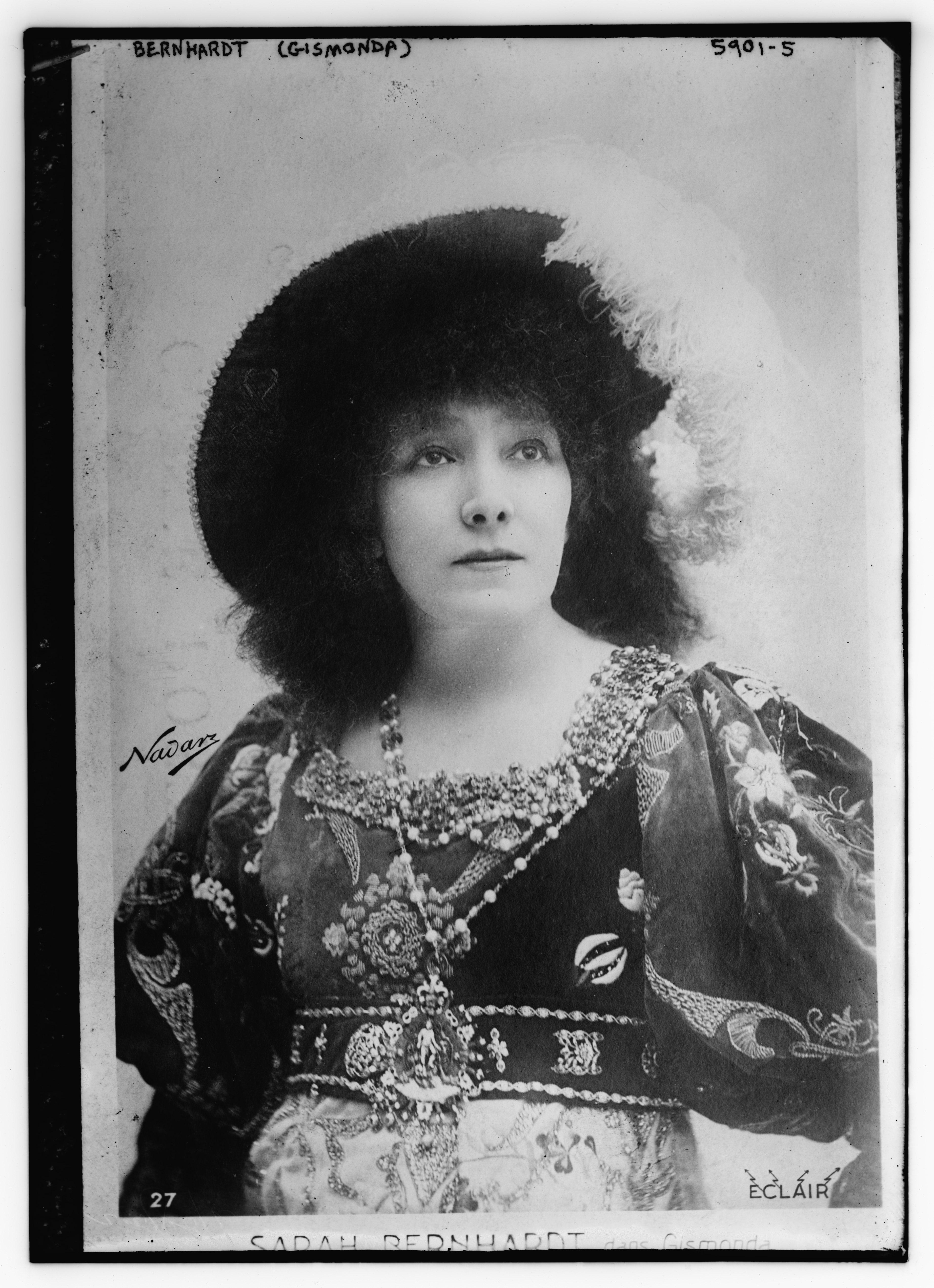
ジスモンダに扮したサラ・ベルナールの写真。1894年

第1幕は、西暦1450年のアテネ、アクロポリスのふもとで始まる。
序幕では、アテネ公爵の未亡人ジスモンダと、5歳の少年フランチェスコの母親が見られる。ジスモンダは、絶対君主である息子の摂政として公爵領の統治権力者でもある。彼女は佞臣（ご機嫌取りの宮廷官）に取り囲まれており、その中にアテネ公爵と結婚する前に公爵夫人を愛したザッカリア・フランコという名のベネチア人がいる。彼は一見すると彼女の最も強い支持者の一人みたいに見えるが、実際には自分自身のために権力を掌握しようと企む人物である。ザッカリアはトルコ人と同盟を結んでおり、彼らトルコ人は公爵領に敵対する彼の陰謀に加担している。公爵領の継承者であるジスモンダの幼い息子フランチェスコは、ザッカリアと彼の野望に立ちはだかる人物であった。そこでザッカリアはこの少年を殺害しようと共犯者のグレゴレスと共謀する。
オープニングの場面では、ステージ中央に十字架が立っており、群衆がその周りに押し寄せている。やがて公爵夫人ジスモンダの若い甥アグネロが入場する。彼は縦穴にいるトラを見下ろして、そこからは距離を置きつつ、数人の仲間と十字架の隣にあるアフロディーテの像について論じあう。ザッカリアと共犯者グレゴレスが登場。彼らは、ジスモンダの息子フランチェスコを縦穴の端まで誘い込み、事故のように見せかけて彼を中に押しやるという計画を立てる。穴の上で計画を練る彼らの興奮が、囚われたトラを激昂させていた。
彼らの計画詳細が全て段取りされる長い場面の後、ザッカリアとグレゴレスは、ジスモンダとフランチェスコほか幾人かとステージ上に加わる。ジスモンダがこのアフロディーテ像を好みではないと言い出す。司教が通りかかって、この像が不適切であることに同意する。この話の最中に、グレゴレスはフランチェスコを縦穴の端に連れて行き、彼にトラを見せる。素早く小突いて、フランチェスコが中に落ちてしまう。
ジスモンダは息子がトラの穴に落ちるのを見て悲鳴を上げる。彼女はグレゴレスが彼を押し込んだことを知らない。彼女は息子を助けてと、数名に、いや誰彼構わず懇願する。彼女は無制限の報酬を申し出るが、ほぼ確実な死の危険をも顧みずに少年を救けようとする者など誰もいない。ついに、一人の男がポワニャールを手に取り、子供の救助に向かう。トラが獲物に襲い掛かろうとして身をかがめる中、男はその縦穴に飛び込んだ。
ジスモンダは十字架のふもとで救助を祈っている。他の人達は縦穴内の奮闘を説明する。その男はトラの目を刺し、短剣の先が脳に達してトラは死亡する。
喜びいっぱいにフランチェスコを抱きしめたジスモンダは、息子を救った男と結婚して公爵領を共有することを神の前で誓う。 誰もその男を知らず、結局その男はアルメリオという平民であることが判明。これを聞いて、ジスモンダの感謝は冷め始めてしまう。 彼女の子供は無事であり、彼女は平民と結婚することを望んではいない。司教が彼女に彼女自らの約束を思い出させようとするが、ジスモンダは司教に自分の誓いを思い出させずとも結構ですと伝える。誓いを実現するのは不可能である。
劇全体はこの誓いを中心に展開していく。
ジスモンダはアルメリオに心から感謝しつつも、自分の約束からの抜け穴を探し始める。そこで彼女は教皇に嘆願することにした。片やアルメリオは、誓いに従って欲しいと彼女に望んでいる。ジスモンダは、自分自身と自分の公爵領を除いて、彼が望むものは何でもと彼に約束する。
「あなたが約束した以上、ご自身の約束を守られますよう私は主張します」とアルメリオは言う。
ジスモンダが子供と一緒に急いで逃げるところで、幕が下りる。

### 第2幕
第2幕は、ジスモンダが息子のフランチェスコと共に隠遁したダフニ修道院で始まる。少年は奇妙な熱（毎晩上がって毎朝小康状態になる）の病気である。
この修道院でも、イースターの週にジスモンダが息子の命を救ったアルメリオと結婚するという噂が広まっている。アルメリオが宮殿で怪我の手当てをしてもらった方法や、宮廷人たちがハンサムで勇敢な男を賞賛する予習をしていたことなどを、登場人物は語る。公爵宮殿でのアルメリオは一介の鷹匠であり、ジスモンダが彼の存在を知るずっと前から彼女を愛していた。一方のジスモンダは、自分の誓いを免れることができるか否かに関する教皇からの返答を待ち焦がれている。
ここ最近、多くの災害がアテネの人々に降りかかっており、彼らはジスモンダを非難していた。神の目前で立てた誓いを破っているので、彼女がこの国に災害をもたらしていると言われているのだ。市の低地半分が浸水し、コレラが蔓延し、十字架は教会から吹き飛ばされ、そして最悪なことに海賊団がマラトンに上陸してしまう。
ある貴族が、海賊団頭領の首級（斬首した頭）を自分の前に持って来れる人物に土地と公爵の称号を与えると申し出た。アルメリオは200人の男性を連れてマラトンに出陣。彼は海賊団を打ち負かして彼らの頭領を斬首した。褒賞としてアルメリオはソンラ伯爵になった。
ジスモンダはあらゆる求婚者を恐れている。求婚者達が自分ではなく公爵領を愛しているのだと彼女は考えている。恐らく自分が信頼できる唯一の男性はザッカリアだと、彼女は考えていた。この時点でザッカリアが登場。彼はジスモンダへの愛を無意味に主張する。
司教が登場して、ジスモンダに教皇の返答を告げる。ジスモンダは自分の誓いを守ってアルメリオと結婚しなければならず、さもなければキリストの配偶者つまり修道女になる必要がある、これが教皇の決定であった。
アルメリオの凱旋アプローチが聞こえてくる。民衆が征服英雄である彼を修道院に連れて行く。ザッカリアと直臣達は、近づいてくる行進に対して門がしっかりと閉じられていることを確認する。アルメリオと直臣達の全員が剣を抜く。「止めなさい！」ジスモンダは命令し、剣を手放すようアルメリオに命じる。ザッカリアはアルメリオを捕虜に取りたいのだが、ジスモンダは（トラから息子を救ってくれた）彼を尊ぶべきだと語ってそれを許さない。
「Voilà un homme!（いっぱしの男がいる！）」誇らしげなアルメリオを見て彼女は言う。

### 第3幕
第3幕はジスモンダの宮殿にある彼女の私有別邸で繰り広げられる。
アテナイの民衆は、自分達の公爵夫人がその誓いを守らないことを歓迎していない。人々はアルメリオに同情している。ジスモンダの従者である直臣達は、アルメリオの傲岸さを嘲っていた。ジスモンダは、至る所でアルメリオを目の当たりにすることを想像してしまうと医師に伝える。医師はそれが彼女の良心で彼女を悩ませていると考え、薬よりも祈るよう助言する。
翌日は祝祭日で、アルメリオを支持する人々が暴動に打って出るかもしれないとザッカリアは心配する。直臣達はアルメリオを殺害できるかもしれない様々な方法を提案するが、ジスモンダはそれらを拒否する。
アルメリオは静かにジスモンダの部屋に連れてこられる。彼女は彼が非常にハンサムであることに気付いたが、彼女はまだ彼と結婚したいとは思えない。彼女はお金と男爵領を彼に申し出るが、アルメリオは自分が望むのはジスモンダと結婚することだけだと言う。彼は、アテネ公爵になるためにフランチェスコを救ったのではなく、ジスモンダの愛を勝ち取りたいためだけに救ったのだと彼女に伝える。彼は、自分がジスモンダの恋人になれるのなら、自分の公爵領を放棄してジスモンダと結婚するとの主張さえ諦めると申し出る。ジスモンダはそれに同意し、公然において自分を誓いから赦免するよう彼に約束させる。

### 第4幕

この劇に基づくアンリ・フェヴリエの同名オペラ『ジスモンダ』のポスター

第4幕はアルメリオの客室近くで始まる。ジスモンダはアルメリオの恋人になるという約束を守っており、彼の客室を出るところである。ここに付き従ってきた彼女のメイドであるジスベは、彼女に立ち塞がる。ジスベは、ジスモンダがアルメリオとの恋に落ちたかどうかを尋ねた。「ええ、私の魂と身体は彼のもので、私は自分の妄想から自分を誤解していたの」とジスモンダは告白する。
グレゴレスとザッカリアが近づいてきて、 ジスモンダとジスベは隠れる。ザッカリアは睡眠中にアルメリオを殺害することをグレゴレスに望んでいるが、グレゴレスは尻込みしている。
「寝ている男なら全く何も問題ないだろ」とザッカリアは主張する。
「アルメリオのように巨漢で強い男を殺すよりも、子供を穴に押しやる方がより簡単なんだよ」とグレゴレスは答える。
彼は手斧を落として逃走。お前がアルメリオと子供のフランチェスコを殺すんだぞと、ザッカリアは彼の背後から呼びかける。ここで、ジスモンダが手斧を手に取り「お前が息子をトラの所に送ったのか。私はお前を地獄に送ってやる！」と叫んで、ザッカリアを襲撃する。アルメリオは目を覚まして登場し、とどめの一撃を見舞ってやると申し出るが、ジスモンダはそれを拒否。ザッカリアにまだ意識がある（ジスモンダを見たり聞いたりできる）ことを確認すると、ザッカリアが苦痛にもがいて徐々に死にゆく中、私はアルメリオを愛していると彼に伝える。
最終幕の第二場面は教会で繰り広げられる。
ザッカリア死亡という知らせが届く。アテネの人々はシュロを外に運び、ジスモンダがアルメリオとの結婚を発表することを要求している。アルメリオは悲しげに登場。彼は自分の誓いを果たすべく、ずっと愛してきた唯一の女性を諦めようとしている。彼がジスモンダの誓いを赦免している時に、グレゴレスが登場し、ザッカリアを殺したことで彼を糾弾する。夜にジスモンダが自分の客間にいた理由を明かしてしまわないよう、アルメリオはその殺人の汚名をかぶる。直臣達はアルメリオを死刑にするようジスモンダに促す。ジスモンダは順を追って、グレゴレスがザッカリアの命令で息子をトラに投げたこと、そしてアルメリオを殺そうとしていたことを糾弾していく。グレゴレスは、その男を殺すことを自分は拒否したと返答して、うっかりと自白してしまう。
グレゴレスは囚人として連れ去られる。ジスモンダは、自身がザッカリアを殺したこと、そしてアルメリオとの関係を大胆に認めている。 彼女はアルメリオの名誉と勇気を認め、彼に自分を許してほしいと、そして自分の夫になってほしいと彼に懇願する。アルメリオはジスモンダと結婚して、フランチェスコの父親かつアテネの新しい公爵になれて、まさに幸せ余りある状態である。民衆が自分達の新しい指導者を褒め称え、オルガンが「グローリア」を奏でて終幕となる。

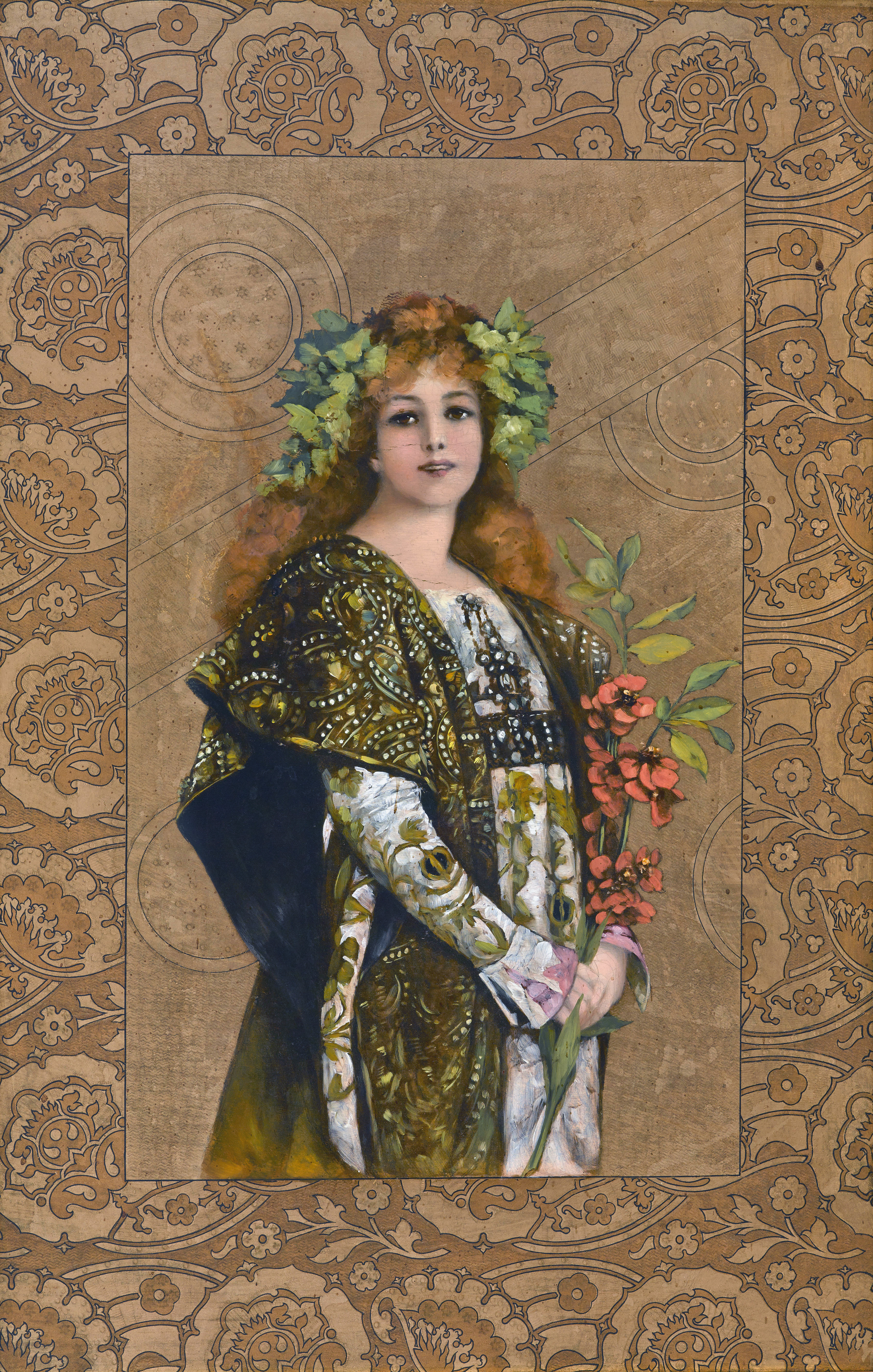
『ジスモンダ』でのサラ・ベルナール。

## 制作
最初の制作では、サラ・ベルナールがジスモンダ役、リュシアン・ギトリ（サシャ・ギトリの父親）がアルメリオ役で主演した。この演劇は1894年12月11日にニューヨーク・ブロードウェイのフィフス・アベニュー・シアターに移って、1895年2月に公演終了。舞台設計は、ジョセフ・クレア、D・フランク・ダッジ、ホーマー・エメンズ、リチャード・マーストン、アーネスト・アルバートによって行われた。